# Kościół św. Sebastiana w Madrycie
Kościół św. Sebastiana (hiszp. Iglesia de San Sebastián) – rzymskokatolicka świątynia parafialna w Madrycie, przy Calle de Atocha.

## Historia
Pierwszą świątynię wzniósł w tym miejscu w latach 1554-1578 mistrz budowlany Antonio Sillero. Ta została wyremontowana przez Antoniego de la Tijera, Juana de Bulga Valdelastras oraz Juana de Obregón w latach 1595-1598. W 1936 roku kościół został poważnie zniszczony podczas wojny domowej. Odbudowano go według projektu Francisca Íñigueza w 1943. Kościół otwarto dla ruchu turystycznego w 1959.

## Galeria

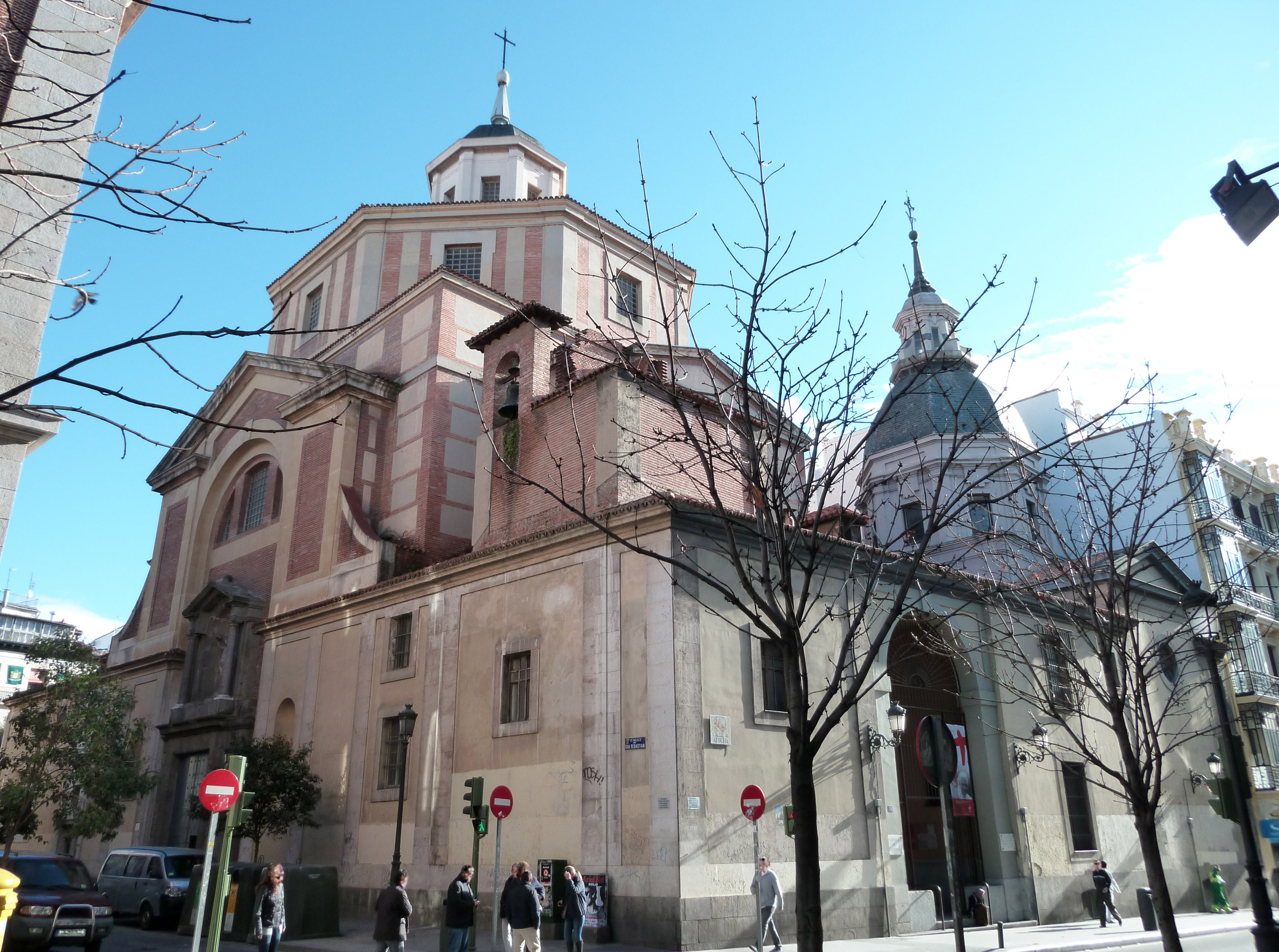
Widok z południowego zachodu
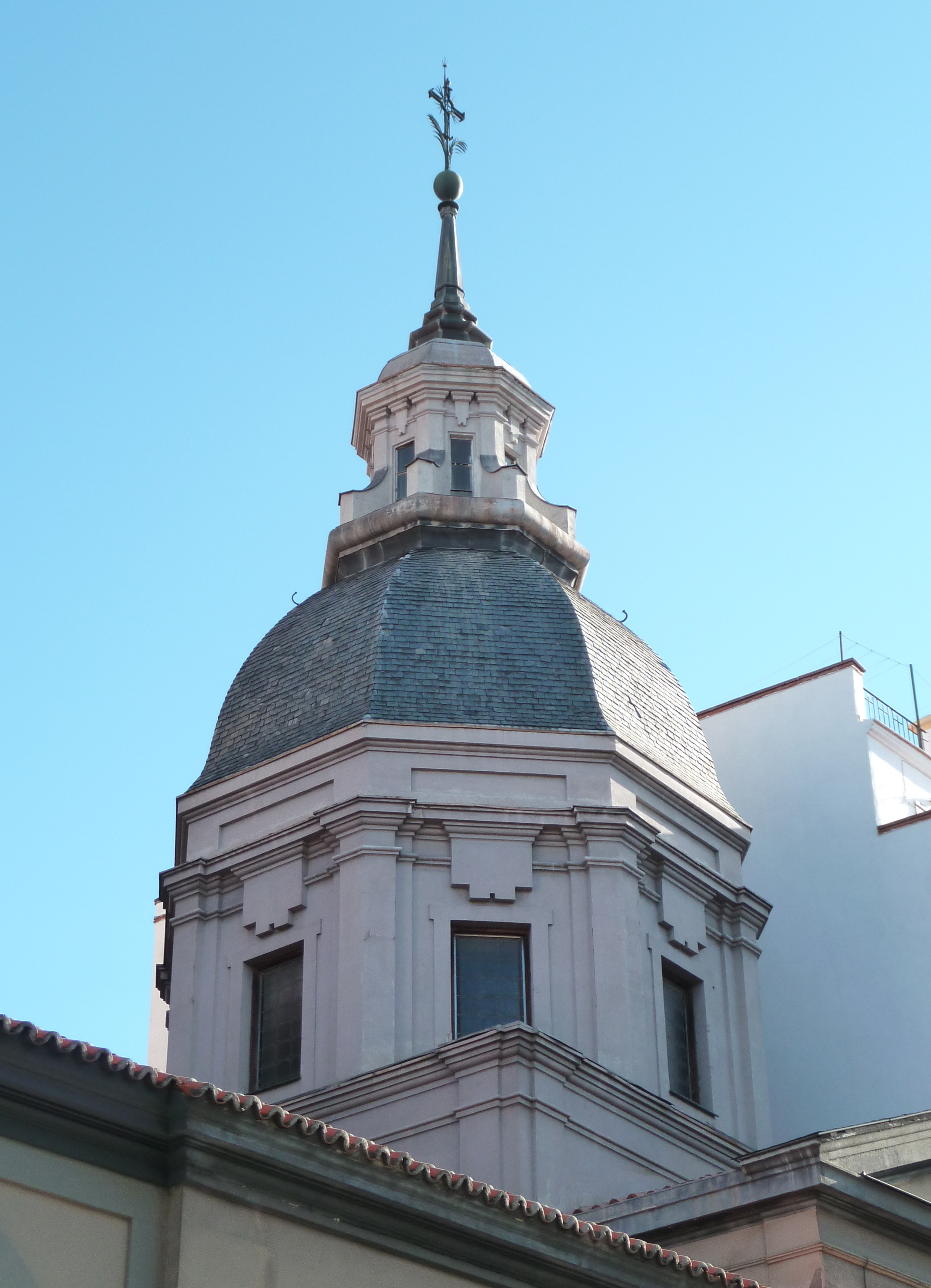
Kopuła nad jedną z kaplic
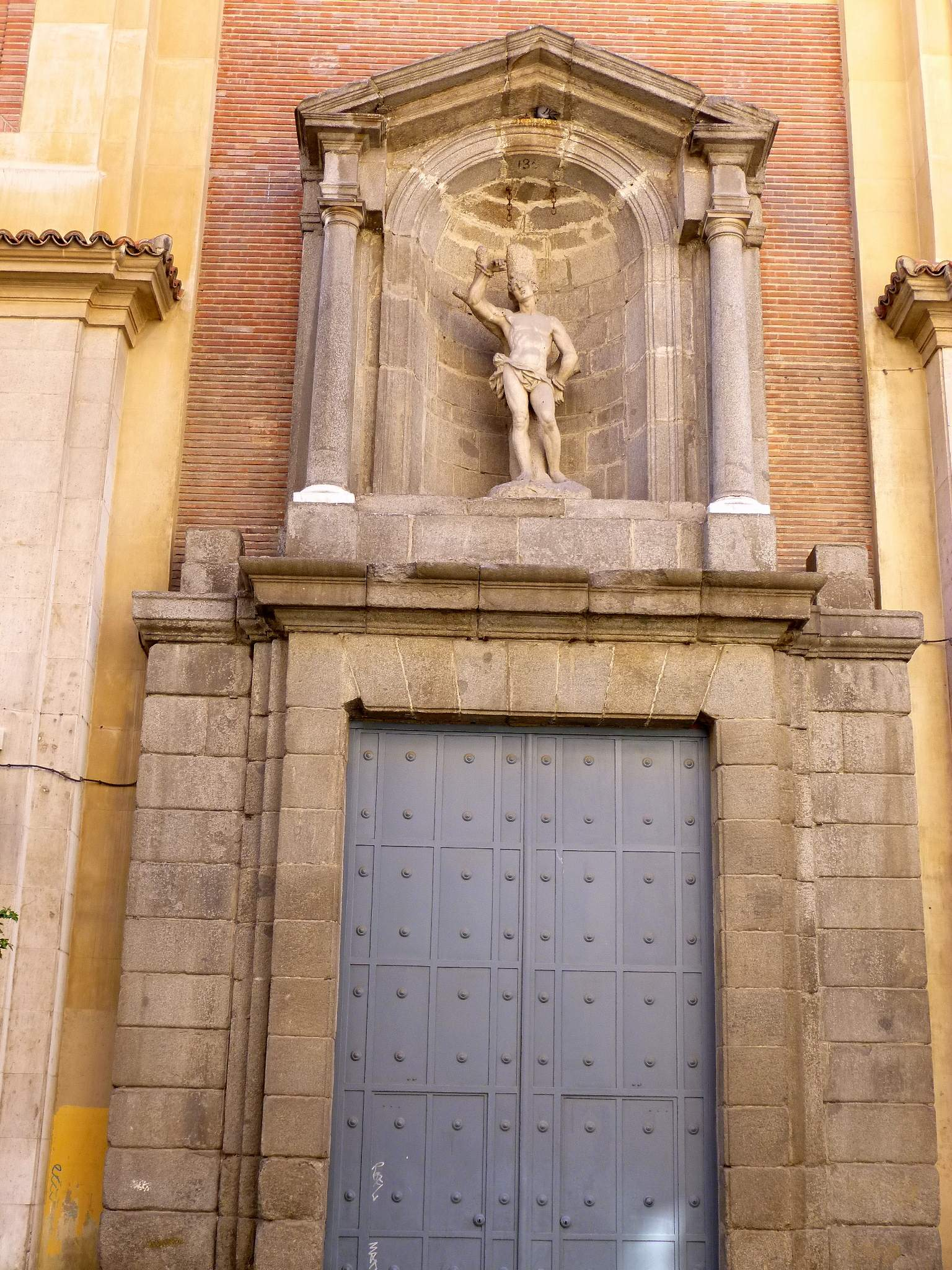
Wejście
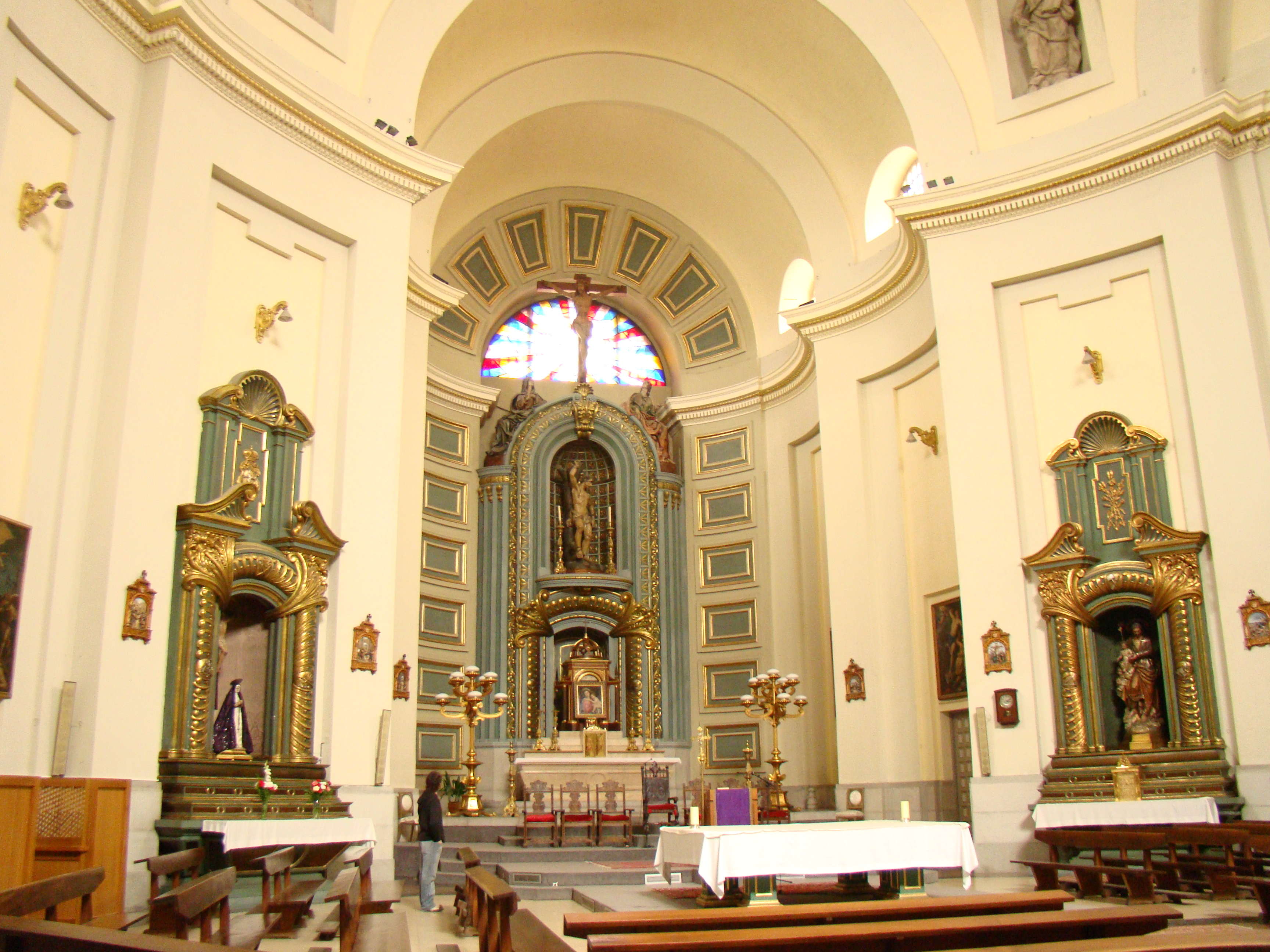
Wnętrze
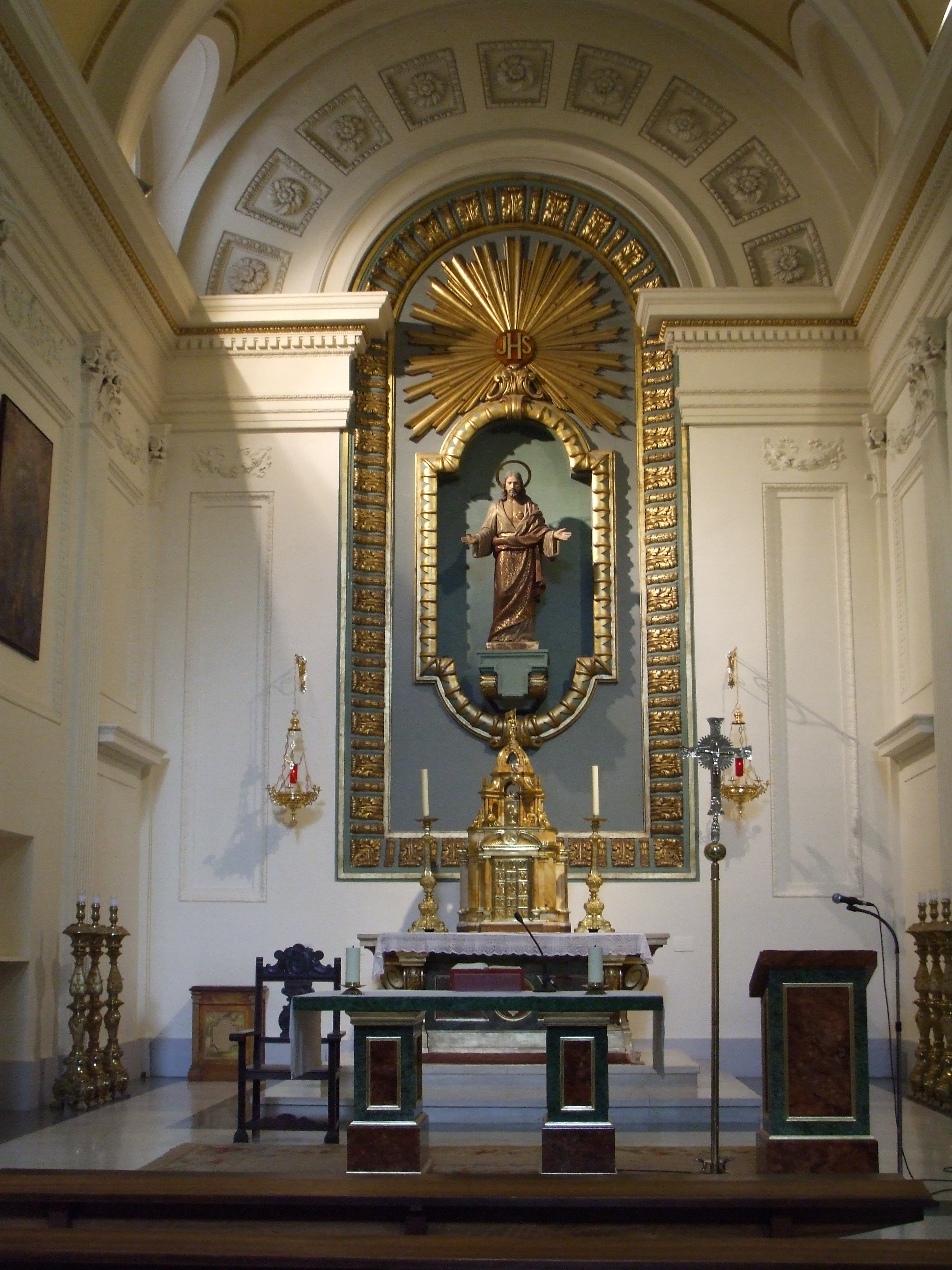
Ołtarz główny
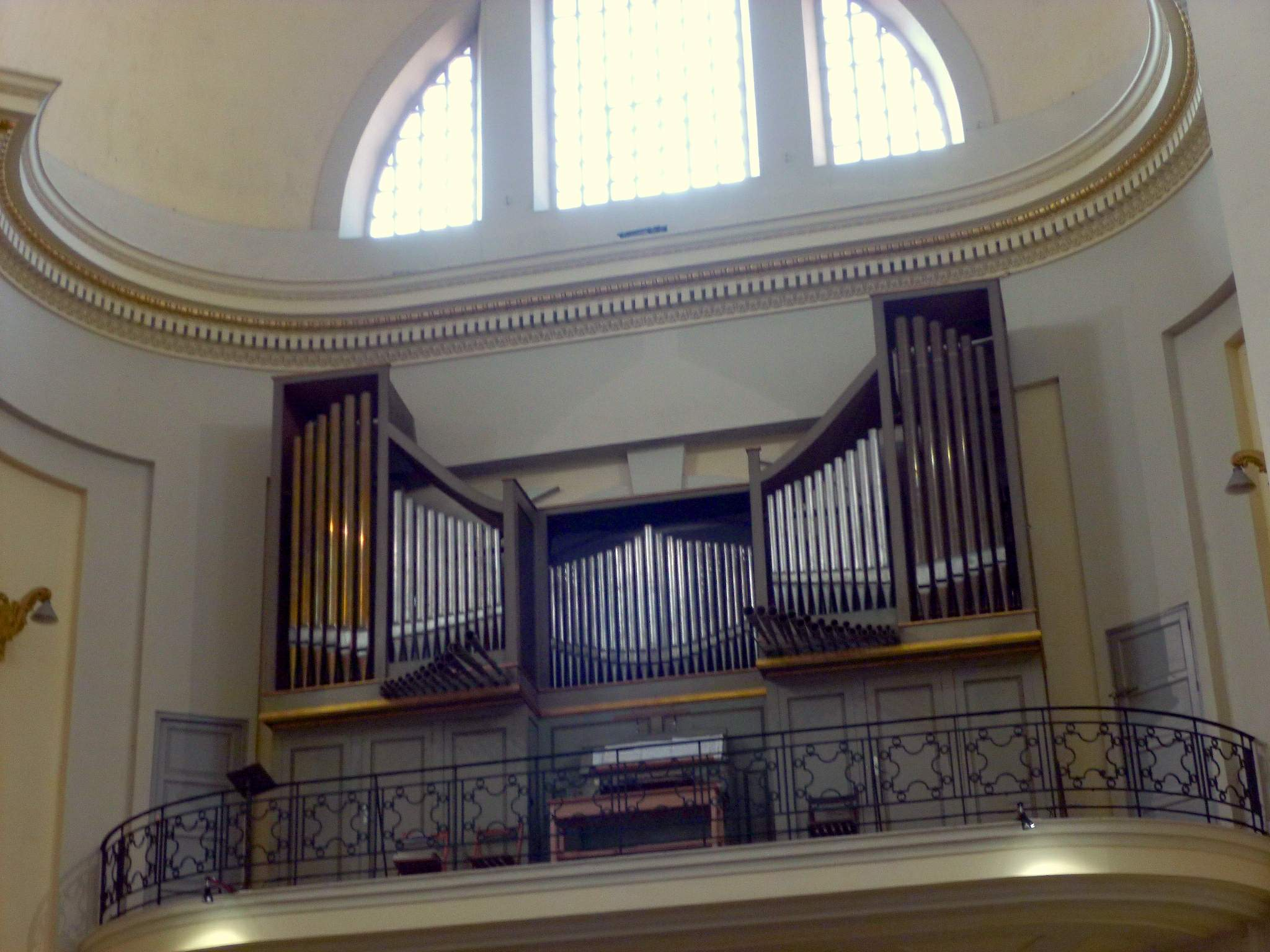
Organy